# Fernando Espinoza (árbitro)
Fernando David Espinoza (San Martín, Mendoza; 10 de noviembre de 1983) es un árbitro internacional de fútbol argentino, que dirige en la Primera División de Argentina. Debutó como árbitro en 2015.

## Arbitraje
Su debut fue en 2015, dirigiendo el partido entre Vélez Sarsfield y Sarmiento de Junín, con empate por 1 a 1.